# Karel Šimek
Karel Šimek (15. srpna 1923 Praha – 30. dubna 1945 Hradec Králové) byl český skaut, člen skautské odbojové skupiny „Válečná dvojka“ a účastník protifašistického odboje.

## Život
Narodil se jako jediný syn Josefa a Anny Šimkových. Až do roku 1936 žili v Praze na Smíchově.
Šimkův otec byl vojákem z povolání, a tak se celá rodina přestěhovala z Prahy do Hradce Králové. Karel vystudoval reálku v Hradci Králové i místní průmyslovou školu stavební. Odmaturoval v roce 1941. Vzhledem k uzavření vysokých škol nacisty nastoupil v roce 1941 do zaměstnání a stal se mistrem (technickým úředníkem) gumárenské firmy Pendelastic (později Gumokov).
V roce 1938, ovlivněn osobou svého učitele z reálky Antonína Litochleba, vstoupil do Junáka. Nejprve byl členem 3. oddílu, později se stal rádcem Káňat ve 4. cyklistickém oddílu. Když byl v roce 1940 Junák zakázán a rozpuštěn, pokračoval v činnostech ilegálně. Zapojil se do vojenského výcviku tajně organizovaného 2. junáckým oddílem a do protifašistického odboje. V závěru 2. světové války byl několikrát úspěšný v přerušení kabelového spojení mezi německou posádkou ve městě a letištěm. Při jedné ze sabotážních akcí byl ovšem dne 30. dubna 1945 ve večerních hodinách zastřelen, a to u levého břehu původního koryta Piletického potoka za sokolovnou.
Nacisté zakázali uskutečnění jeho pohřbu v Hradci Králové. Pohřeb se konal dne 7. května 1945 v krematoriu v Pardubicích, a to žehem. Jeho ostatky byly umístěny do kolumbária při sboru kněze Ambrože v Hradci Králové. Byl členem Církve československé husitské.
V dorosteneckém věku byl aktivní v TJ Sokol.

## Pamětní místa a akce
Místo skonu bylo po ještě téhož roku válce vyznačeno v chodníkovém obrubníku v podobě nápisu „Zde padl pro vlast 30.IV.1945 Karel Šimek ve věku 21 let“. Nechala jej vytvořit Karlova matka Anna. Dne 6. května 1974 byla navíc poblíž odhalena mramorová pamětní deska (součást trojhranného žulového pomníku) s textem „30. 4. 1945 zde položil život za osvobození naší vlasti od fašismu Karel Šimek ve věku 21 let“. Již v roce 1945 byla po Šimkovi pojmenována dřívější ulice Na Příkopech. V roce 1967 byl odhalen pomník obětí druhé světové války pracujících v areálu Rubeny. Zmíněn je právě i Karel Šimek. V roce 1990 byl po něm pojmenován i největší park ve městě poblíž osudné události – Šimkovy sady.
Jméno Karla Šimka neslo postupně také několik sportovních akcí a závodů. Memoriál Karla Šimka v roce 1970 představoval celodenní dovednostní závody družin sedmi až jedenáctiletých chlapců a dívek. Součástí závodů byly aktivity jako první pomoc, stavba stanu, dopravní značení, znalost přírody, vaření, překážkový běh a zručnost. Po roce 1990 proběhlo v Šimkových sadech pod vedením II. skautského střediska Rotunda více než deset ročníků cyklistického překážkového závodu stejného názvu, tedy Memoriál Karla Šimka. Tyto závody navázaly na tradici z let 1937–1940. Právě vítěz z té doby Jan Koun daroval pohár vítězů jako putovní II. středisku. Pro nedostatečný zájem se od akce nakonec upustilo.
Středisko Junáku v Hradci Králové nese název Středisko Karla Šimka (celým názvem oficiálně: Junák – český skaut, středisko K. Šimka Hradec Králové, z. s.). Sídlí na adrese Sokolovská 79 na sídlišti Labská kotlina II.
Při výročích úmrtí probíhají vzpomínkové akce.